# Johannes Geldenhuys
Johannes Geldenhuys, južnoafriški general, * 5. februar 1935, Kroonstad, Južnoafriška unija, † 10. september 2018, George, Republika Južna Afrika.
Geldenhuys je bil načelnik Južnoafriške kopenske vojske (1980-1985) in načelnik Zveznih obrambnih sil (1985-1990).